# Choi Jong-duk
(1925-1987) Cư dân đầu tiên đăng ký cư dân Dokdo, Dokdo, Ulleung-gun, cư dân tỉnh Bắc Gyeongsang.
Yêu sách của Nhật Bản đối với các đảo Dokdo do Hàn Quốc kiểm soát năm 1980 khi Dokdo là một hòn đảo có người ở và thông báo rằng người Hàn Quốc đang sống như Dokdo vào tháng 10 năm 1981, đăng ký thường trú sau đó. Người Dokdo sống ở đây, an sinh xã hội số 1. Vào thời điểm khi nó chuyển đến Dokdo Dodong, Dokdo, 67 của vùng núi phía Tây, Ulleung-eup, Ulleung-gun, tỉ nh Bắc Gyeongsang là địa chỉ hành chính của Choi Jong-Duk.
Sống cùng nhau ở Dokdo, con rể, còn Choi Jong-Duk thì thấy. Dodong Dokdo, 63 tuổi, ở địa chỉ mới, một ngọn núi, cư dân Ulleung-eup vào năm 1991, là một cảnh tượng, tám năm ở Dokdo. Cho Kang Hyun và con trai của cô ấy khi sống trong cảnh sinh nở cho Hanbyeol như một giải thưởng tất cả nơi đăng ký khai sinh của trẻ em được công nhận là Dokdo là người Hàn Quốc đầu tiên. Gia đình Choi Jong-Duk có mối liên hệ sâu sắc và Dokdo trong ba thế hệ.

## thành tích
Dodong đưa các loài cá đánh cá chung vào một nhóm anh em làng chài vào tháng 3/1965, Ulleung-gun, tỉnh Bắc Gyeongsang cho Dokdo trong hoạt động đánh bắt cá. Có thể đưa Dokdo đến thành lập các cơ sở, năm 1968. Dokdo, ngày 14 tháng 10 năm 1981, địa chỉ đăng ký cư trú của bức tượng đã được chuyển đến một nơi mới.
Dokdo trong năm năm, sống ở bến cảng phía tây của những ngôi nhà xi măng cũng như những hòn đảo nhỏ, dốc nước uống trong cầu thang xi măng dẫn đến máng nước biển. Tôi phải cài đặt cơ sở., Xây dựng cơ sở. Một cơ sở lưu trữ nước đã được chuẩn bị và một lưới đánh cá đặc biệt đã được phát triển để khai quật một con suối có tên Mulgol ở lưu vực giữa của đảo Seodo. Ông mất vào tháng 9 năm 1987.